# Phare de Punta del Diavolo
Le phare de Punta del Diavolo (en italien : Faro di Punta del Diavolo) est un phare situé sur l'extrémité ouest de l'île San Domino (Îles Tremiti), dans la région des Pouilles en Italie. Il est géré par la Marina Militare.

## Histoire
Le premier phare a été construit en 1905 et consiste en une tour octogonale de pierre blanche de 2,7 mètres de haut, avec balcon et lanterne, aau-dessus d’une maison de gardien de deux étages. Le 8 novembre 1987, une mystérieuse explosion a endommagé le phare. Heureusement le gardien Domenico Calabrese était en congé et a survécu. Le phare est resté inactif jusque dans les années 1990 date à laquelle un nouveau feu automatique a été mis en service alimenté à l'énergie solaire.

## Description
Le phare  est une tour cylindrique blanche en fibre de verre de 4 m de haut, avec galerie et balise. Il émet, à une hauteur focale de 48 m, trois éclats blancs toutes les 10 secondes. Sa portée est de 11 milles nautiques (environ 20 km).
Identifiant : ARLHS : ITA-245 ; EF-3844 - Amirauté : E2294 - NGA : 11076 .

## Caractéristiques dufeu maritime
Fréquence : 10 s (W-W-W)
- Lumière : 1 seconde
- Obscurité : 1 seconde
- Lumière : 1 seconde
- Obscurité : 1 seconde
- Lumière : 1 seconde
- Obscurité : 5 secondes

|                |
| Le vieux phare |

### Lien connexe
- Liste des phares de l'Italie